# Castelnuovo di Porto
Castelnuovo di Porto är en ort och kommun i storstadsregionen Rom, innan 2015 provinsen Rom, i regionen Lazio i Italien. Kommunen hade 8 726 invånare (2018).